# Nomada pyrrha
Nomada pyrrha är en biart som beskrevs av Cockerell 1916. Nomada pyrrha ingår i släktet gökbin, och familjen långtungebin. Inga underarter finns listade i Catalogue of Life.